# Sharps Rifle

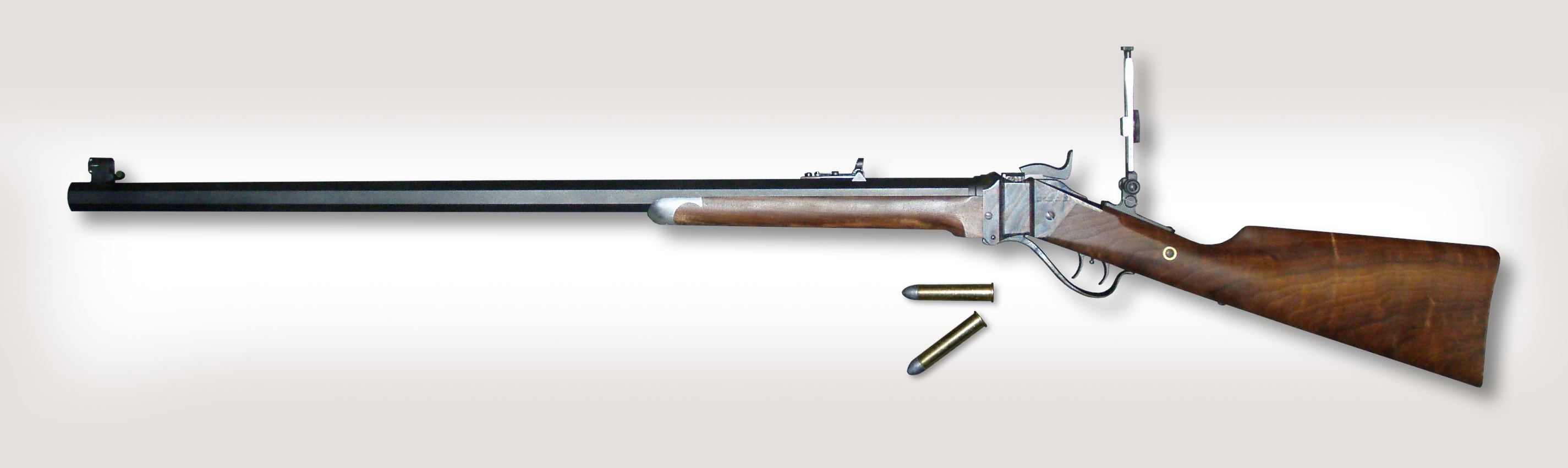
Sharps-Gewehr im Kaliber .50-90 aus dem Jahre 1874 mit zwei Metallpatronen

Das Sharps-Gewehr ist ein einschüssiges Hinterlader-Gewehr mit einem Fallblockverschluss, der mit dem Abzugsbügel betätigt wird. Es wurde von Christian Sharps (* 1. November 1810, Washington, New Jersey; † 12. März 1874, Vernon) entworfen und von der Sharps Rifle Manufacturing Company hergestellt. Das Gewehr wurde 1848 patentiert, und die Produktion begann 1850.

## Geschichte

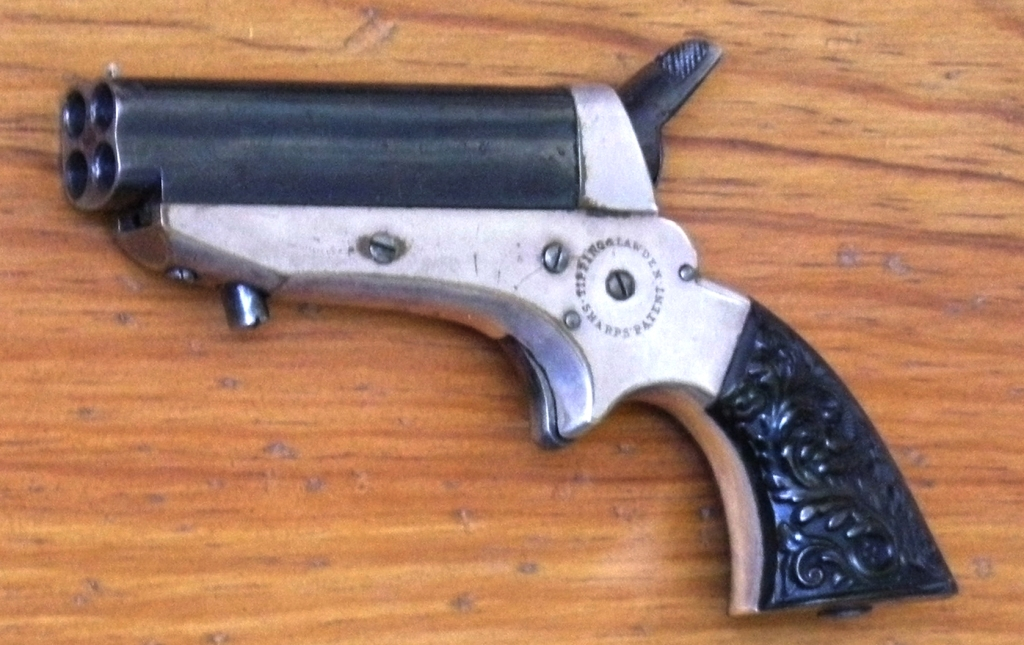
Sharps .22 Pepperbox

Die ersten hundert des am 17. September 1848 patentierten Sharps Model 1849 Einzelladers mit Fallblockverschluss wurden bei der Firma A. S. Nippes bei Mill Creek, Philadelphia, Pennsylvania hergestellt. 1850 folgte eine verbesserte Serie von etwa 150 Waffen vom gleichen Hersteller.
Die Waffe wurde von Richard S. Lawrence für die industrielle Fertigung weiterentwickelt; das Model 1851 entsprach jedoch noch nicht dem Model 1852 oder Boxlock Model, das den Erfolg des Sharps-Gewehres begründete. Hergestellt wurden die Waffen von der Robbins & Lawrence Company, in Windsor, Vermont; für die Führung der Geschäfte war die Sharps Rifle Manufacturing Company Holding mit einem Kapital von 1.000 US-Dollar zuständig.
Nachdem sich die Waffe bei den in Texas und New Mexico eingesetzten U.S. Dragoons im Einsatz bewährt hatte, wurden vom Model 1852 und seinen Nachfolgern eine große Zahl an die US-Armee verkauft, 6.000 Karabiner wurden an die britischen Streitkräfte geliefert. Nach dem Konkurs der Robbins & Lawrence Company wurde die Produktion von der Sharps Rifle Manufacturing Company in Hartford, Connecticut übernommen.
Die Sharps Rifle Manufacturing Company wurde ein wichtiger Waffenlieferant der Unionstruppen im amerikanischen Sezessionskrieg und stellte später leistungsstarke Jagdgewehre her. Hugo Borchardt entwarf das letzte Gewehr, das von diesem Unternehmen hergestellt wurde, das Sharps-Borchardt Model 1878. Die Firma schloss ihre Tore endgültig im Jahre 1881.
Christian Sharps verließ das Unternehmen bereits im Jahre 1853 und zog nach Philadelphia, wo er 1854 die C. Sharps & Company gründete. Dort stellte er einschüssige Pistolen mit Fallblockverschluss her, später folgten Pistolen mit vier Läufen im Paket sowie Karabiner und Gewehre. Bei diesen Waffen wurde das Laufpaket oder der Lauf zum Nachladen nach vorne geschoben. Von 1862 bis 1866 ging Sharps eine Partnerschaft mit William Hankins ein, die Firma hieß in dieser Zeit Sharps & Hankins. Sharps blieb bis zu seinem Tod 1874 im Waffengeschäft.

## Technik

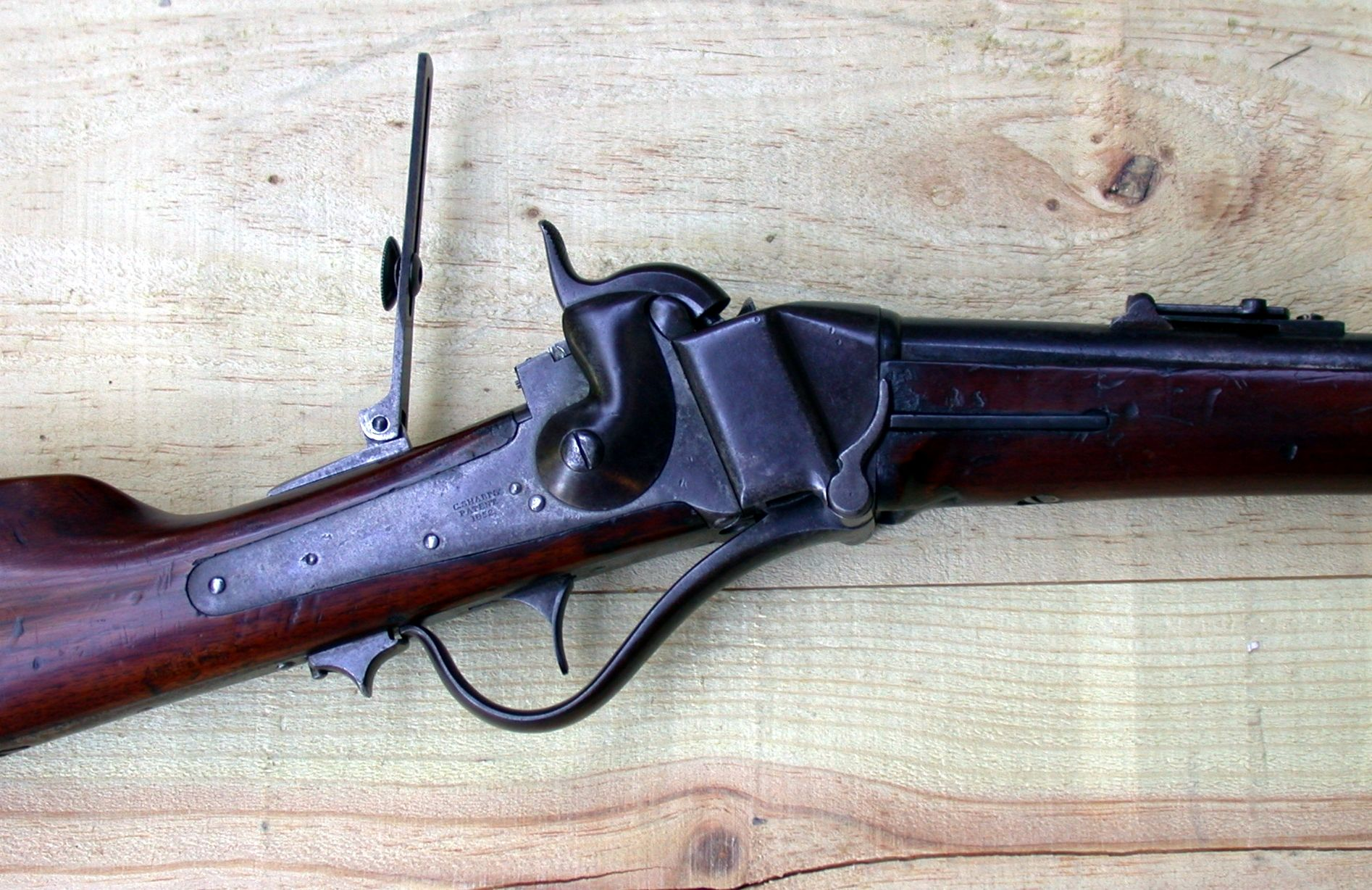
Sharps Model 1852 „Slanting Breech“ (Schräger Verschluss)

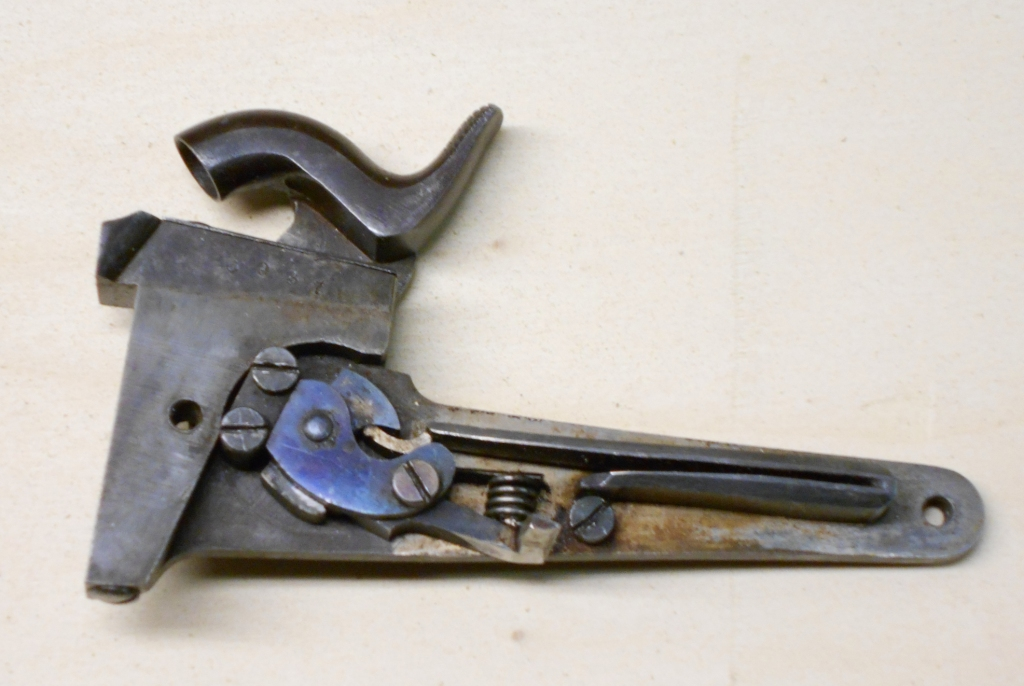
Sharps Model 1852, Schloss

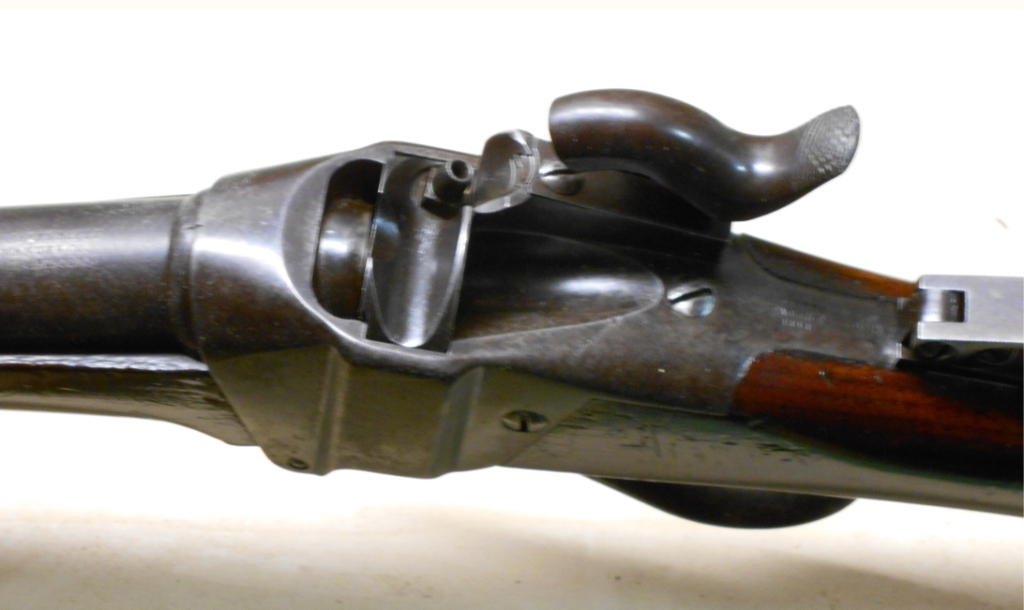
Sharps Model 1852, Verschluss geschlossen

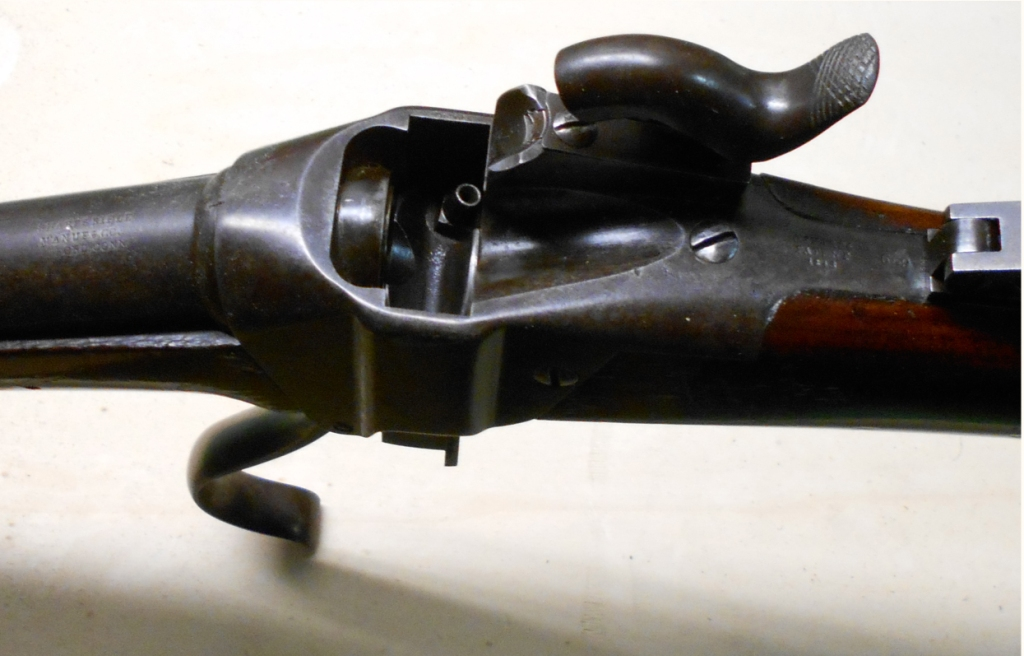
Sharps Model 1852, Verschluss geöffnet

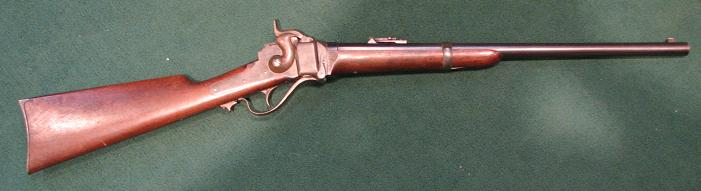
Sharps 1863 Carbine Kaliber .50-70

Das Sharpsgewehr hat einen Blockverschluss (Sharps’ Patent von 1848). Ab 1859 wurden frühere Waffen auf die Verwendung von Metallpatronen umgestellt. Etwa zur gleichen Zeit wurden auch die ersten Waffen für Patronenmunition hergestellt. Durch die Verwendung der Metallhülsen verschwanden die Dichtungsprobleme. Der Sharps-Blockverschluss gilt heute noch als sehr robust.
Durch die Abwärtsbewegung des verlängerten Abzugsbügels wird der Verschluss geöffnet, mit der Aufwärtsbewegung wieder geschlossen. Beim Öffnen des Verschlusses wird die Pulverkammer geöffnet. In diese wird eine Papierpatrone eingelegt. Die Papierpatrone war wenige Millimeter länger als die Kammer gefertigt. Grund dafür war, dass beim Schließen der Kammer der Verschluss (auch Papierschneider genannt) den hinteren Teil der Papierpatrone abschneidet und somit das Schießpulver freilegt. Um einen gasdichten Abschluss zu erreichen, wurde im Patronenlager eine bewegliche Manschette (Gasabdichthülse) eingebaut, die sich beim Schuss nach hinten bewegt und sich auf dem Stoßboden des Verschlusses abstützt und so für einen relativ gasdichten Verschluss sorgt. Diese Manschette beruht auf einem Patent von Hezekiah Conant aus dem Jahre 1856 und wurde auf Grund von Funktionsstörungen bei der Weiterentwicklung durch eine bewegliche Gasabdichtplatte am Stoßboden ersetzt, die wesentlich unempfindlicher gegen Schwarzpulverablagerungen ist. In den heute gängigen Repliken wird oft beides verbaut, also Gasabdichtplatte zusammen mit der Gasabdichthülse. Der Verschlussblock hat in der Mitte einen Kegel mit einem kleinen Loch, durch das dann die Zündung erfolgt. Die Gasabdichtplatte hat weiterhin die Aufgabe, die Pulverkammer dichtzuhalten.
Bei den späteren Sharpsmodellen für Metallpatronen (z. B. .45-70 etc.) konnte auf die Gasabdichthülse verzichtet werden, weil die sich beim Schuss leicht ausdehnende Messinghülse für die Gasabdichtung sorgt. Die ersten Konstruktionen (1848 bis 1852) wurden noch mit Zündkapseln gezündet. Später wurde zusätzlich die von Edward Maynard konstruierte Zündstreifenzündung eingesetzt, bei der beim Spannen des Hahnes ein Papierstreifen mit Zündpillen auf das Piston geschoben wurde. In den Jahren 1852/1853 sowie 1859 und später wurde der Sharps Pellet Primer verwendet, eine mit einzelnen Zündpillen arbeitende automatische Zündvorrichtung. Ab 1861 wurden der Munition lose Zündhütchen beigepackt.

## Sharps Karabiner und Militärgewehre
Sharpskarabiner und -gewehre wurden ab 1851 von der US-Armee getestet und in einer beschränkten Anzahl erworben. Nach dem Ausbruch des Sezessionskrieges wurde die Waffe in großer Zahl eingesetzt, obschon die Hauptbewaffnung der Truppen noch Vorderlader waren. Das Sharpsgewehr verschoss Papierpatronen, zur Zündung wurden jedoch nicht Perkussions-Zündhütchen verwendet, sondern Zündpillen, die beim Betätigen des Hahns automatisch zwischen Piston und Hahn gesetzt wurden. Dies erleichterte das Nachladen vor allem beim Einsatz zu Pferde.

### Sharps Militärkarabiner
Der Karabiner war im amerikanischen Bürgerkrieg, bei den Kavallerieeinheiten sowohl der Unionstruppen als auch der Konföderierten Truppen sehr populär. Es wird geschätzt, dass bei den Unionstruppen insgesamt über 80.000 Sharps-Karabiner im Einsatz waren, während die Kavallerie der Konföderierten über 5.000 in den Südstaaten hergestellte Richmond Sharps-Karabiner verfügte. Eine seltene Variante des Sharps-Karabiners war der Coffee-Mill Sharps mit einer im Kolben eingebauten Kaffeemühle. Nach dem Sezessionskrieg wurde eine große Zahl der Karabiner für den Gebrauch von den in den späten 1860er-Jahren aufkommenden Metallpatronen umgebaut. Diese Umbauten im Kaliber .50-70 (Randfeuer) und .50-70 Government (Zentralfeuer) wurden in den Indianerkriegen noch jahrelang eingesetzt.

### Sharps Militärgewehr
Die unter dem Namen Berdan Sharps Rifle Model 1859 bekannte Waffe wurde von den „Berdan’s Sharpshooters“ (Scharfschützen) erfolgreich eingesetzt. Der Name geht auf ihren Anführer Hiram Berdan zurück. Von diesem qualitativ hochwertigen Scharfschützengewehr mit Stecher-Abzug wurden 2000 Exemplare an die beiden Scharfschützenregimenter abgegeben. Bis Ende des Krieges wurden Truppen der Infanterie und Marine mit insgesamt etwa 12.000 Model 1859 und 1863 Sharps-Infanteriegewehren ohne Stecherabzug ausgerüstet. Diverse Waffen blieben im Einsatz, bis sie von den Springfield-Model-1873-Gewehren abgelöst wurden.

## Sharps Sportgewehr und Büffelgewehre

Sharps Borchardt Hammerless Model 1878

Zwischen den späten 1840er und den 1880er Jahren wurden auch Sportversionen des Sharpsgewehres hergestellt. Auch Gewehre, die nach dem Bürgerkrieg im Überfluss vorhanden waren, wurden zu Gewehren für den privaten Gebrauch umgebaut.
Für die kommerzielle Büffeljagd wurden die Modelle 1869 und 1874 entwickelt und in großer Anzahl hergestellt. Diese Waffen zum Schießen auf große Distanzen waren für die damals leistungsfähigste Schwarzpulver-Munition eingerichtet.
Das von Hugo Borchardt für Sharps & Co. entwickelte Modell 1878 hatte keinen außenliegenden Hahn mehr, der Zündmechanismus lag im Fallblockverschluss und wurde beim Laden automatisch gespannt. Von dieser für ihre Zeit modernen Waffe wurden 384 als Karabiner und etwas über 6900 als Infanteriegewehre im Kaliber .45-70 Government hergestellt. Dazu kamen etwas weniger als 1500 Jagdgewehre in den Kalibern .45 und .40. 1881 wurde die Produktion eingestellt, und Hugo Borchardt machte sich an die Entwicklung der Borchardt-Pistole Mod 1893, Vorläufer der Luger-Pistole.

## Sharps Mehrlader
Als die Verkäufe für Einzellader in den späten 1870er-Jahren zurückgingen, wurde versucht, neue Märkte zu gewinnen.
Bereits 1875 wurden Kontakte mit Waffenkonstrukteuren wie Andrew Burgess, bekannt für seinen Burgess-Unterhebelrepetierer, Friedrich Vetterli und James Paris Lee aufgenommen, um ein von ihnen entwickeltes Repetiergewehr zu produzieren, worauf es 1878 zu einer Zusammenarbeit mit Lee kam. Die im Werk der Sharps Company ansässige Lee Arms Co. Bridgeport begann mit der Herstellung von 300 der von Lee entwickelten Repetiergewehre mit Zylinderverschluss und Kastenmagazin im Kaliber .45-70 für Armeetests. Die Waffen wurden nicht fertiggestellt, da Hugo Borchardt, der Einzige, der praktische Erfahrung in der industriellen Produktion von Waffen hatte, die Firma im September 1878 verließ. Immerhin existieren einige qualitativ hochwertige Lee-Jagdrepetierer, die eindeutig Borchardts Handschrift tragen.
Die Produktion der Lee-Militärrepetierer wurde mit Erfolg von Remington Arms übernommen, die über 100.000 dieser Waffen herstellten. Ein weiterer Beweis für die Qualität der Konstruktion von Lee ist, dass ihre Weiterentwicklung, das Lee-Enfield, von den britischen Streitkräften im Ersten und Zweiten Weltkrieg mit Erfolg als Ordonnanzgewehr eingesetzt wurde.

## Das Ende

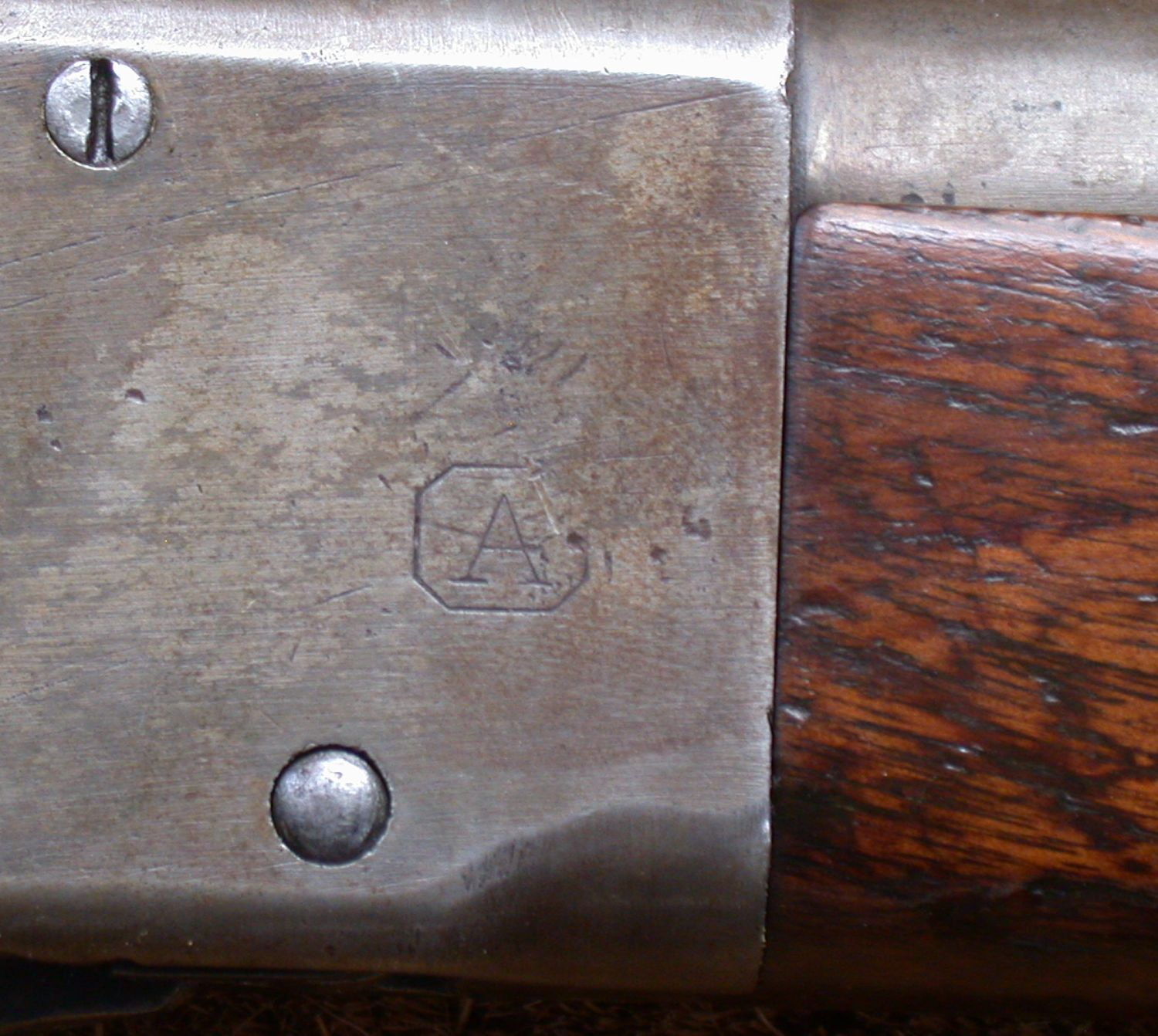
Sharps Rifle mit A-Schlag

Neben dem Versuch, in die Produktion von Repetiergewehren einzusteigen, plante Sharps, auf dem US-amerikanischen Markt unter der Marke Old Reliable Sharps Rifle Co. in England bei Webley & Sons hergestellte Doppelflinten anzubieten. Auch dieses Projekt hatte keinen Erfolg am Markt, insgesamt wurden nicht mehr als 150 dieser Waffen verkauft, und die Firma geriet immer mehr in finanzielle Schwierigkeiten.
Um an Geld zu kommen, wurden auch Gewehre aus auf Lager liegenden Teilen zusammengebaut. Auch zurückgenommene und teilweise nicht mehr neue Waffen wurden revidiert und mit Neuteilen ergänzt. Diese Waffen entsprachen nicht mehr einem bestimmten Modell, sie wurden mit einem A (Für Assembled) in einem Achteck gestempelt. Trotz aller Bemühungen war die Firma nicht mehr zu retten, 1882 stellte sie die Produktion ein.
Die Firma Sharps existierte noch einige Jahre als Immobilienbesitzer und verschwand 1904 endgültig aus dem Firmenverzeichnis des Staates Connecticut.

## Verwendung heute

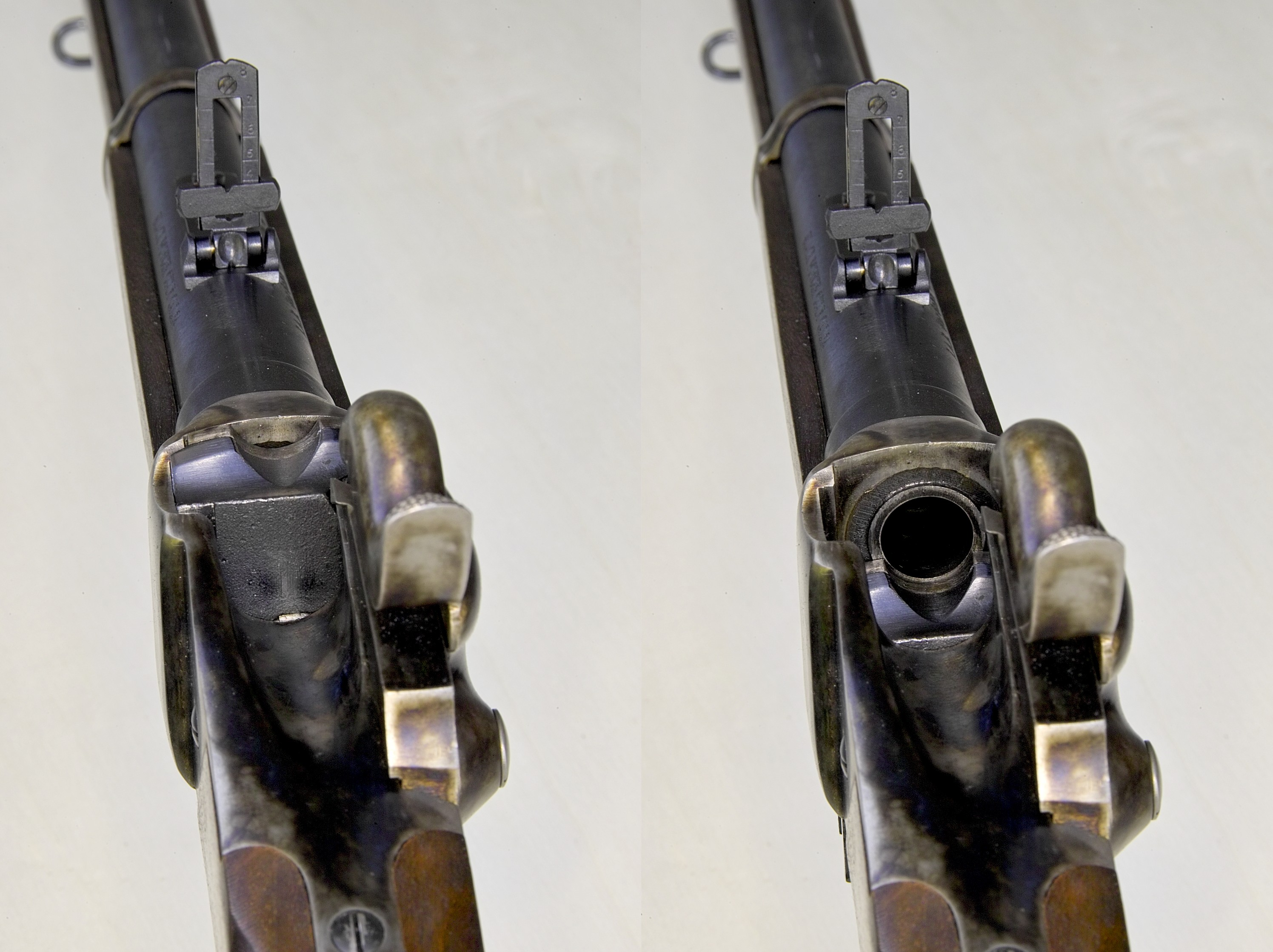
Verschluss einer Sharps-Rifle-Replika

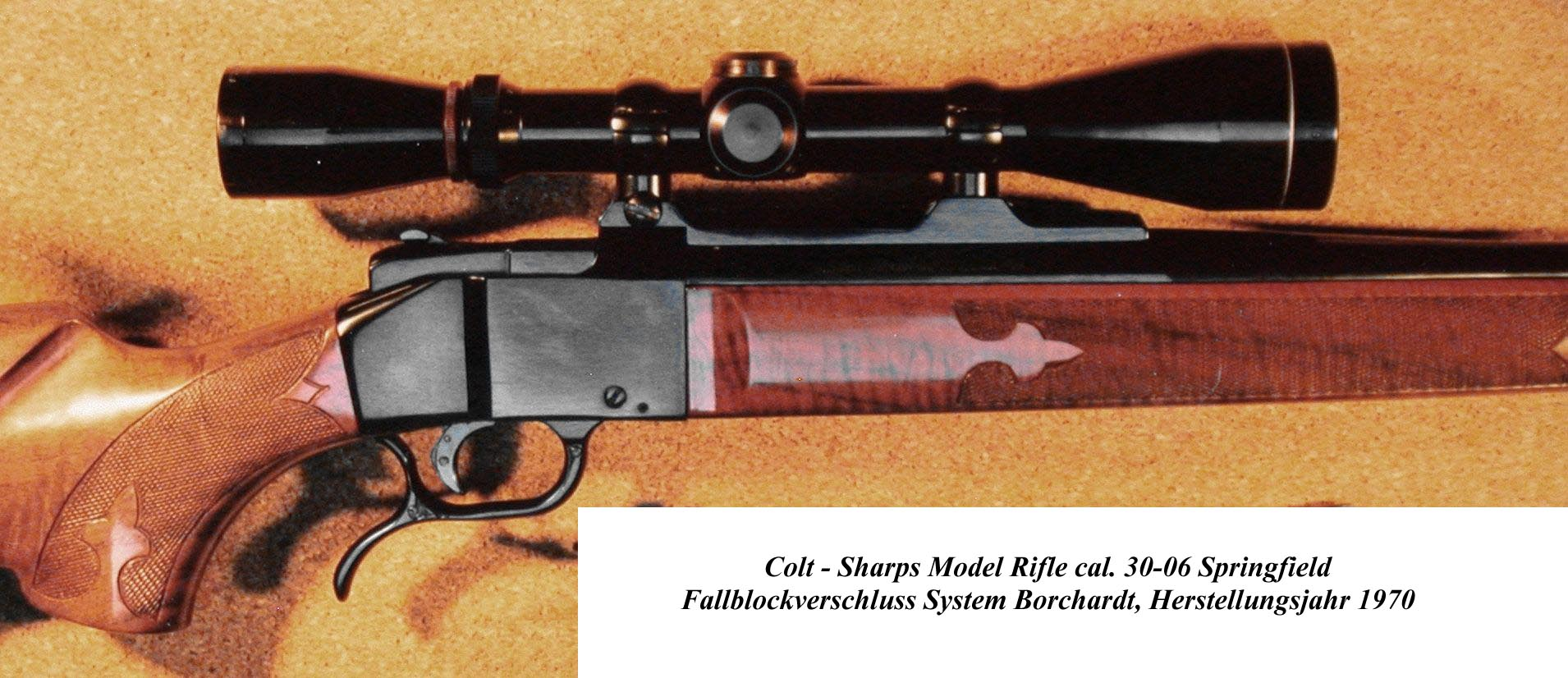
Colt-Sharps-Borchardt-Gewehr, hergestellt 1970

Sharps Rifles werden bis heute von Schwarzpulverschützen im Schießsport und für die Jagd eingesetzt. Benutzt werden vor allem Repliken, seltener auch Originale. Als Nachbauten werden etwa Sharps-1853-Rifles (geladen mit Papierpatronen), Sharps-1861-Rifles (mit Metallpatrone und Perkussion), Sharps-1874-Rifles (mit Metallpatronen und Zentralfeuer) oder das Sharps-Borchardt Model 1878 hergestellt.
In den 1970er-Jahren bot die Firma Colt (Hartford) eine auf 500 Exemplare begrenzte Serie von Sharps-Borchardt-Jagdgewehren in den Kalibern .22-250 Remington, .243 Winchester, .25-06 Remington, 7 mm Remington Magnum, .30-06 Springfield und .375 Holland & Holland Magnum an. Die Waffen hatten weder Visier noch Korn; sie waren serienmäßig mit einem Zielfernrohr ausgerüstet.

## Trivia
- Im Film Quigley der Australier verwendet die Titelfigur ein Shiloh Sharps 1874 Long Range Rifle.
- Im Film True Grit verwendet die Figur LeBoeuf einen  Sharps-1874-Kavalleriekarabiner, dessen Qualitäten er ausführlich rühmt und auch unter Beweis stellt.
- Im Film Oben verwendet der Antagonist Charles F. Muntz eine Sharps Rifle.